# Jones (Dakota del Sur)
Jones es un territorio no organizado ubicado en el condado de Perkins en el estado estadounidense de Dakota del Sur. En el Censo de 2010 tenía una población de 6 habitantes y una densidad poblacional de 0,06 personas por km².

## Geografía
Jones se encuentra ubicado en las coordenadas 45°24′59″N 102°52′26″O / 45.41639, -102.87389. Según la Oficina del Censo de los Estados Unidos, Jones tiene una superficie total de 92.56 km², de la cual 91.5 km² corresponden a tierra firme y (1.14%) 1.05 km² es agua.

## Demografía
Según el censo de 2010, había 6 personas residiendo en Jones. La densidad de población era de 0,06 hab./km². De los 6 habitantes, Jones estaba compuesto por el 100% blancos, el 0% eran afroamericanos, el 0% eran amerindios, el 0% eran asiáticos, el 0% eran isleños del Pacífico, el 0% eran de otras razas y el 0% pertenecían a dos o más razas. Del total de la población el 0% eran hispanos o latinos de cualquier raza.